# 乔·爱德华兹
乔·爱德华兹（英語：Jo Edwards，1970年2月5日—），新西兰女子草地滚球运动员。她曾代表新西兰参加2002年、2006年、2014年和2018年英联邦运动会草地滚球比赛，获得三枚金牌。